# Stadtgebiet West (Plauen)
Das Stadtgebiet West ist eines von fünf Stadtgebieten der Stadt Plauen in Sachsen. Es gliedert sich in sechs Ortsteile.

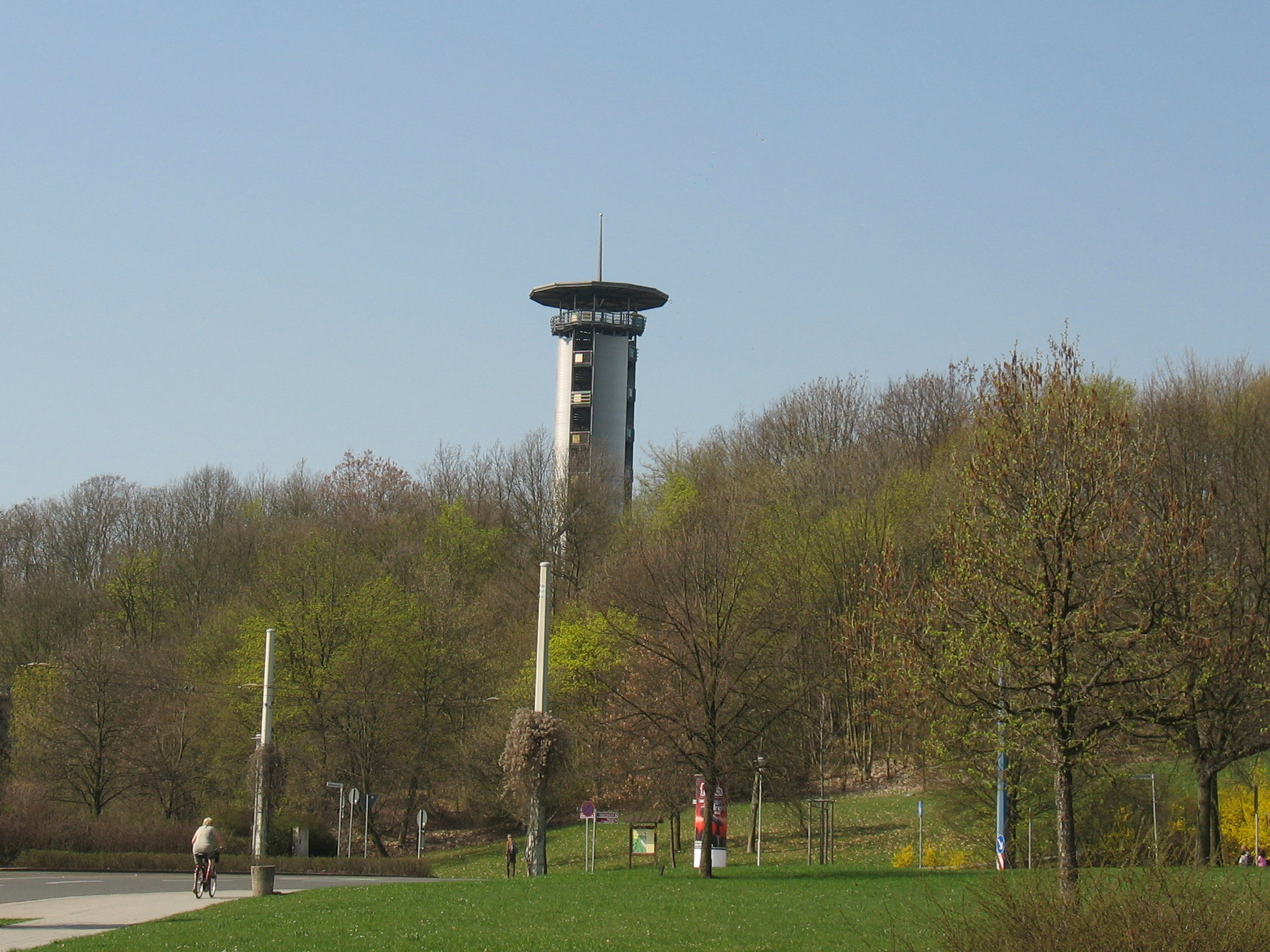
Der Bärenstein mit dem Bärensteinturm

Das Stadtgebiet wird vom Syrabach durchflossen, hier befindet sich das Naturschutzgebiet Syratal. Die Gegend ist von Wohnhäusern und Grünzonen geprägt und gilt als das gehobenste Viertel der Stadt. Im Stadtgebiet West befindet sich auch das Vosla-Glühlampenwerk, einer der größten Arbeitgeber im Gebiet.

## Ortsteile
| Stadtteil           | Stadtteilnummer | Gemarkungsschlüssel | Postleitzahlen | Fläche [m²] Stand: 31. Dez. 2011 | Bemerkungen       |
| ------------------- | --------------- | ------------------- | -------------- | -------------------------------- | ----------------- |
| Bärenstein          | 501             |                     | 08523, 08525   |                                  |                   |
| Neundorfer Vorstadt | 502             |                     | 08523, 08527   |                                  |                   |
| Siedlung Neundorf   | 503             |                     | 08523          |                                  |                   |
| Syratal             | 504             |                     | 08523, 08525   |                                  |                   |
| Neundorf            | 505             | 6942                | 08523, 08527   | 4.554.845                        | 1999 eingemeindet |
| Straßberg           | 506             | 6959                | 08527          | 5.119.302                        | 1999 eingemeindet |

Quelle: Amtlicher Statistikbericht der Stadt Plauen 2012